# Antonio Spallino
Antonio Spallino (n. 1 aprilie 1925, Como, Lombardia, Regatul Italiei – d. 28 septembrie 2017, Carimate, Lombardia, Italia) a fost un politician ce a reprezentat Italia, medaliat olimpic. A participat la 2 ediții ale Jocurilor Olimpice (1952, 1956) în care a câștigat o medalie de aur, o medalie de argint și o medalie de bronz.